# Liste der Brücken über die Petite Glâne
Die Liste der Brücken über die Petite Glâne nennt die Petite Glâne querende Brücken von der Quelle bei Vuissens bis zur Mündung bei Salavaux in die Broye. 

## Brückenliste
56 Übergänge überspannen den Fluss: 27 Strassenbrücken, 17 Feldwegbrücken, 9 Fussgängerbrücken, eine Eisenbahnbrücke, eine Rohrträgerbrücke und eine Gebäude-«Brücke».
| Bild | Name                                    | Ort                                         | Lage | Funktion                                                                         | Konstruktion   | Material   | Länge in m | Höhe m ü. M. | Bemerkungen |
| ---- | --------------------------------------- | ------------------------------------------- | ---- | -------------------------------------------------------------------------------- | -------------- | ---------- | ---------- | ------------ | --- |
|      | Unbenannte Brücke                       | Champtauroz – Combremont-le-Petit           |      | Feldwegbrücke                                                                    | Balkenbrücke   | Beton      | 4          | 669          | |
|      | Favary-Brücke                           | Champtauroz                                 |      | Feldwegbrücke                                                                    | Balkenbrücke   | Beton      | 4          | 651          | |
|      | Unbenannter Steg                        | Champtauroz                                 |      | Fussgängerbrücke mit Rohrleitung an der Brückenwand                              | Balkenbrücke   | Stahl      | 6          | 649          | |
|      | Unbenannte Brücke                       | Champtauroz                                 |      | Strassenbrücke (einspurig)                                                       | Balkenbrücke   | Beton      | 4          | 649          | Zufahrt zu Favary 1 |
|      | Le Pontet-Brücke                        | Champtauroz                                 |      | Strassenbrücke (zweispurig) 408                                                  | Bachdurchlass  | Beton      | 6          | 647          | |
|      | Route du Champ Rond-Brücke              | Treytorrens (Payerne)                       |      | Strassenbrücke (zweispurig) 413                                                  | Bachdurchlass  | Beton      | 12         | 621          | PostAuto-Buslinie 650 (Yverdon-les-Bains–Yvonand–Démoret–Granges-près-Marnand) |
|      | Unbenannte Brücke                       | Treytorrens (Payerne) – Combremont-le-Grand |      | Feldwegbrücke                                                                    | Bogenbrücke    | Beton      | 7          | 597          | |
|      | Unbenannte Brücke                       | Nuvilly                                     |      | Feldwegbrücke                                                                    | Balkenbrücke   | Stahl Holz | 10         | 575          | |
|      | Chemin du Moulin-Brücke                 | Nuvilly                                     |      | Strassenbrücke (zweispurig)                                                      | Balkenbrücke   | Beton      | 6          | 568          | Höchstgewicht 3,5 t |
|      | Moulin-de-Franex-Brücke                 | Murist                                      |      | Strassenbrücke (zweispurig)                                                      | Bogenbrücke    | Beton      | 7          | 544          | Wanderweg |
|      | Unbenannter Steg                        | Murist                                      |      | Fussgängerbrücke                                                                 | Balkenbrücke   | Stahl Holz | 9          | 524          | |
|      | Feldweg-Furt                            | Aumont                                      |      | Feldwegübergang                                                                  | Furt           | Erdboden   | 4          | 511          | |
|      | Unbenannter Steg                        | Granges-de-Vesin                            |      | Fussgänger- und Velobrücke                                                       | Balkenbrücke   | Stahl      | 7          | 505          | |
|      | Feldweg-Furt                            | Granges-de-Vesin                            |      | Feldwegübergang                                                                  | Furt           | Erdboden   | 4          | 505          | Fahrverbot für Motorwagen, Motorräder und Motorfahrräder: Forst- und Landwirtschaft gestattet |
|      | Route de Chéseau-Brücke                 | Granges-de-Vesin                            |      | Strassenbrücke (zweispurig)                                                      | Balkenbrücke   | Beton      | 11         | 501          | Höchstgeschwindigkeit 50 km/h TPF-Buslinie 552 (Estavayer-le-Lac–Cugy FR–Combremont-le-Grand) Wanderweg |
|      | Les Favresses-Brücke                    | Montet (Broye)                              |      | Strassenbrücke (zweispurig)                                                      | Balkenbrücke   | Beton      | 6          | 488          | Die Einfahrt auf das Boram-Areal ist durch eine elektrische Schranke geregelt. Wanderweg |
|      | Unbenannter Steg                        | Montet (Broye)                              |      | Fussgängerbrücke                                                                 | Balkenbrücke   | Holz       | 10         | 487          | |
|      | Vitaparcours-Brücke                     | Montet (Broye)                              |      | Fussgängerbrücke                                                                 | Balkenbrücke   | Holz       | 13         | 486          | Übergang ist nicht behindertengerecht (Treppen). Vitaparcours Les Montets |
|      | Vitaparcours-Brücke                     | Montet (Broye)                              |      | Fussgängerbrücke                                                                 | Balkenbrücke   | Holz       | 14         | 484          | Übergang ist nicht behindertengerecht (Treppen). Vitaparcours Les Montets |
|      | Aquädukt Montet-Brücke (Route de Vesin) | Montet (Broye)                              |      | Strassenbrücke (zweispurig) mit abgetrenntem Trottoir 150 2040                   | Tunnel         | Beton      | 21         | 481          | Die Brücke wurde 2001 erstellt. Höchstgeschwindigkeit 60 km/h TPF-Buslinie 552 (Estavayer-le-Lac–Cugy FR–Combremont-le-Grand) |
|      | Gebäude Au Village 68a                  | Montet (Broye)                              |      | Gebäude-«Brücke»                                                                 | Bachdurchlass  | Beton      | 8          | 470          | |
|      | Au Village-Brücke                       | Montet (Broye)                              |      | Strassenbrücke (zweispurig) mit abgetrenntem Trottoir 186 2420                   | Bogenbrücke    | Beton      | 10         | 472          | Die Brücke wurde 1917 erstellt. Höchstgeschwindigkeit 50 km/h TPF-Buslinie 552 (Estavayer-le-Lac–Cugy FR–Combremont-le-Grand) |
|      | Unbenannter Steg                        | Montet (Broye)                              |      | Fussgängerbrücke                                                                 | Balkenbrücke   | Holz       | 11         | 470          | Privater Zugang zu Les Iles 14 |
|      | Unbenannte Brücke                       | Montet (Broye)                              |      | Feldwegbrücke                                                                    | Balkenbrücke   | Beton      | 9          | 468          | |
|      | SBB-Brücke                              | Montet (Broye)                              |      | Eisenbahnbrücke (eingleisig)                                                     | Balkenbrücke   | Beton      | 12         | 468          | Höchstgeschwindigkeit 100 km/h Bahnstrecke Yverdon-les-Bains–Payerne–Fribourg |
|      | Unbenannte Brücke                       | Montet (Broye)                              |      | Feldwegbrücke                                                                    | Balkenbrücke   | Holz       | 7          | 468          | |
|      | Route de Bussy-Brücke                   | Cugy                                        |      | Strassenbrücke (zweispurig)                                                      | Balkenbrücke   | Beton      | 11         | 457          | |
|      | Moulin de Glâne-Brücke                  | Cugy                                        |      | Strassenbrücke (zweispurig)                                                      | Balkenbrücke   | Beton      | 14         | Höhe         | Gebaut 1921 |
|      | A1-Brücke                               | Bussy                                       |      | Autobahnbrücke (vierspurig) mit zwei Standspuren                                 | Balkenbrücke   | Beton      | 50         | 454          | Höchstgeschwindigkeit 120 km/h Der A1-Abschnitt zwischen Payerne und Yverdon-les-Bains wurde 2001 eröffnet. |
|      | Unbenannte Brücke                       | Bussy                                       |      | Strassenbrücke (zweispurig)                                                      | Balkenbrücke   | Beton      | 16         | 451          | |
|      | Route de Payerne-Brücke                 | Bussy                                       |      | Strassenbrücke (zweispurig) 181 2100                                             | Balkenbrücke   | Beton      | 26         | 449          | Die Brücke wurde 2010 erstellt. |
|      | Unbenannte Brücke                       | Bussy                                       |      | Strassenbrücke (zweispurig)                                                      | Balkenbrücke   | Beton      | 11         | 447          | Skatingland-Route 3 Mittelland Skate (Etappe 11 Avenches–Estavayer-le-Lac) Veloland-Route 34 Alter Bernerweg (Etappe 1 Estavayer-le-Lac–Laupen) und Route 481 Les collines de la Broye (Payerne–Avenches–Estavayer-le-Lac–Payerne) |
|      | Rollbahn-Brücke                         | Bussy                                       |      | Strassenbrücke (zweispurig)                                                      | Balkenbrücke   | Beton      | 14         | 447          | Der Rollweg auf den Militärflugplatz Payerne ist durch eine elektrische Schranke geregelt. |
|      | Unbenannte Brücke                       | Morens                                      |      | Strassenbrücke (zweispurig)                                                      | Balkenbrücke   | Beton      | 16         | 446          | Die Einfahrt auf den Militärflugplatz Payerne ist durch eine elektrische Schranke geregelt. |
|      | Rollbahn-Brücke                         | Morens                                      |      | Strassenbrücke (zweispurig)                                                      | Balkenbrücke   | Beton      | 16         | 445          | Der Rollweg auf den Militärflugplatz Payerne ist durch eine elektrische Schranke geregelt. |
|      | Rohrträger-Übergang                     | Rueyres-les-Prés                            |      | Rohrleitungsbrücke                                                               | Balkenbrücke   | Stahl      | 15         | 444          | |
|      | Unbenannter Steg                        | Rueyres-les-Prés                            |      | Fussgängerbrücke                                                                 | Balkenbrücke   | Stahl      | 11         | 444          | Passerelle zum Militärflugplatz Payerne |
|      | Route de la Plata-Brücke                | Rueyres-les-Prés                            |      | Strassenbrücke (zweispurig)                                                      | Balkenbrücke   | Beton      | 32         | 443          | Sackgasse Zufahrt zum Militärflugplatz Payerne |
|      | Unbenannte Brücke                       | Rueyres-les-Prés                            |      | Strassenbrücke (zweispurig)                                                      | Balkenbrücke   | Beton      | 15         | 443          | |
|      | Rollbahn-Brücke                         | Rueyres-les-Prés                            |      | Strassenbrücke (zweispurig)                                                      | Balkenbrücke   | Beton      | 13         | 443          | Der Rollweg auf den Militärflugplatz Payerne ist durch eine elektrische Schranke geregelt. |
|      | Route de Payerne-Brücke                 | Grandcour                                   |      | Strassenbrücke (dreispurig) mit Trottoirs und Rohrleitung an der Brückenwand 513 | Balkenbrücke   | Beton      | 20         | 443          | PostAuto-Buslinie 560 (Payerne–Grandcour–Chevroux) |
|      | Unbenannte Brücke                       | Grandcour                                   |      | Feldwegbrücke                                                                    | Balkenbrücke   | Beton      | 12         | 443          | |
|      | Unbenannte Brücke                       | Grandcour                                   |      | Feldwegbrücke                                                                    | Balkenbrücke   | Beton      | 16         | 443          | |
|      | Unbenannte Brücke                       | Grandcour                                   |      | Feldwegbrücke                                                                    | Balkenbrücke   | Beton      | 12         | 443          | |
|      | Ressudens-Dessous-Brücke                | Grandcour                                   |      | Strassenbrücke (zweispurig) mit Trottoir 514                                     | Balkenbrücke   | Beton      | 18         | 442          | |
|      | Unbenannte Brücke                       | Vallon                                      |      | Feldwegbrücke                                                                    | Bogenbrücke    | Beton      | 18         | 440          | |
|      | Route des Vernettes-Brücke              | Missy                                       |      | Strassenbrücke (zweispurig)                                                      | Bogenbrücke    | Beton      | 18         | 439          | |
|      | Unbenannte Brücke                       | Missy                                       |      | Feldwegbrücke                                                                    | Balkenbrücke   | Beton      | 12         | 438          | |
|      | Route de Domdidier-Brücke               | Saint-Aubin                                 |      | Strassenbrücke (zweispurig) 2510                                                 | Balkenbrücke   | Beton      | 18         | 438          | Die Brücke wurde 1933 erstellt. Höchstgeschwindigkeit 80 km/h TPF-Buslinien 544 (Fribourg–Avenches–Domdidier–Gletterens) und 556 (Villarepos–Domdidier–Gletterens–Rueyres-les-Prés)                                                |
|      | Unbenannte Brücke                       | Saint-Aubin                                 |      | Feldwegbrücke                                                                    | Balkenbrücke   | Beton      | 18         | 436          | |
|      | Route de la Petite-Glâne-Brücke         | Saint-Aubin                                 |      | Strassenbrücke (zweispurig) mit Rohrleitungen an der Brückenwand                 | Balkenbrücke   | Beton      | 14         | 436          | |
|      | Route de la Rochette-Brücke             | Villars-le-Grand                            |      | Strassenbrücke (zweispurig) 153 503                                              | Balkenbrücke   | Beton      | 10         | 436          | Höchstgeschwindigkeit 80 km/h PostAuto-Buslinie 540 (Avenches–Villars-le-Grand–Cudrefin) |
|      | Messstation-Steg                        | Villars-le-Grand                            |      | Fussgängerbrücke                                                                 | Balkenbrücke   | Beton      | 12         | 436          | Hydrometrische Messstation des Kantons Waadt |
|      | Unbenannte Brücke                       | Villars-le-Grand                            |      | Feldwegbrücke                                                                    | Balkenbrücke   | Beton      | 11         | 435          | Höchstgewicht 8 t |
|      | Unbenannte Brücke                       | Salavaux                                    |      | Feldwegbrücke                                                                    | Fachwerkbrücke | Stahl      | 16         | 433          | Gebaut 1942–1946 |
|      | Chemin du Vieux Moulin-Brücke           | Salavaux                                    |      | Feldwegbrücke                                                                    | Balkenbrücke   | Beton      | 11         | 433          | Private Zufahrt zu Chemin du Vieux Moulin 1 |